# 坂駅

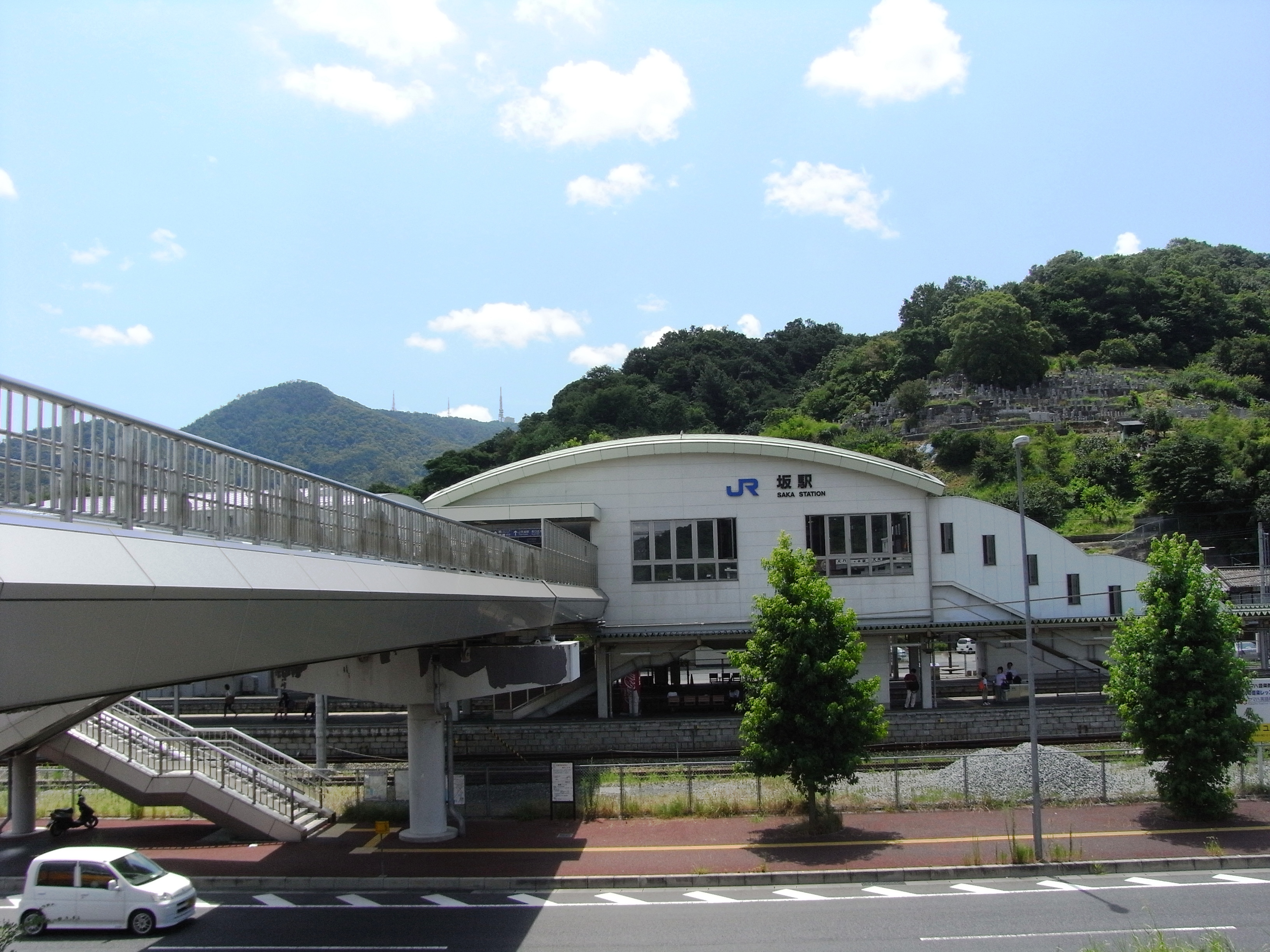
北口（2008年7月）

坂駅（さかえき）は、広島県安芸郡坂町平成ヶ浜三丁目にある、西日本旅客鉄道（JR西日本）呉線の駅である。駅番号はJR-Y06。

## 歴史
- 1903年（明治36年）12月27日：官設鉄道海田市駅 - 呉駅間開通時に開設[2][3]。
- 1904年（明治37年）12月1日：山陽鉄道に貸渡[2]。
- 1906年（明治39年）12月1日：山陽鉄道国有化[2]、再度官設鉄道の駅となる。
- 1909年（明治42年）10月12日：線路名称制定、呉線所属となる。
- 1976年（昭和51年）6月1日：貨物取扱廃止[2]。
- 1978年（昭和53年）3月：駅舎改築工事開始。
- 1979年（昭和54年）1月22日：鉄筋コンクリート製地上駅舎（2代目）完成[4]。
- 1985年（昭和60年）3月14日：荷物扱い廃止[2]。
- 1987年（昭和62年）4月1日：国鉄分割民営化に伴い、西日本旅客鉄道（JR西日本）の駅となる[2]。
- 1989年（平成元年）3月11日：JR化後では初となる当駅折返し列車運行開始[注釈 1]。
- 1992年（平成4年）11月1日：みどりの窓口営業開始[6]。
- 1995年（平成7年）3月31日：駅兼掌物販店廃止[注釈 2]。
- 1999年（平成11年）
  - 7月15日：橋上駅舎化・南北自由通路工事着工[8]。
  - 9月：工事進捗に伴い、駐輪場内に建設した仮駅舎で営業となる。
- 2000年（平成12年）7月21日：橋上駅舎（3代目）・南北自由通路「あさがおロード」が完成[9]。2・3番線とコンコースを結ぶエレベーターが稼動開始[注釈 3][10]
- 2001年（平成13年）6月1日：駐輪場有料化[11]。
- 2002年（平成14年）10月5日：データイムの上り列車の発着番線を、1番線から2番線へ変更。
- 2004年（平成16年）
  - 9月1日：坂駅南口複合施設（坂町立図書館・坂駅自転車等駐車場）工事着工[12]。南口第1自転車等駐車場を休止するため、臨時自転車等駐車場使用開始[13]。
  - 10月16日：快速安芸路ライナーの停車駅となる。
- 2005年（平成17年）4月1日：坂駅南口複合施設（坂町立図書館・坂駅自転車等駐車場）完成。自由通路「あさがおロード」と直結。南口第2及び臨時自転車等駐車場を廃止[14]。
- 2007年（平成19年）
  - 5月25日：ICOCA対応自動改札機設置（2通路）。
  - 9月1日：ICカード「ICOCA」が利用可能となる。
- 2008年（平成20年）4月1日：みどりの券売機導入。
- 2009年（平成21年）
  - 3月4日：1番線とコンコースを連絡するエレベーター稼動開始、バリアフリー化完了[注釈 3]。
  - 3月14日：改札口とホームのLED発車標稼動開始。約6年半振りに当駅止を除く全上り列車が1番線に発着再開。呉方面からの下り列車の一部が2番線に発着開始。昼間に1往復あった、当駅折返しの休校日を除く月曜 - 金曜運転の列車が廃止。
- 2018年（平成30年）
  - 4月1日：業務委託化。
  - 7月6日：平成30年7月豪雨に伴い、営業休止。
  - 8月2日：当駅 - 海田市駅間運行再開[15][16]。
  - 9月9日：広駅 - 当駅間で運転再開[注釈 4][18]。
- 2023年（令和5年）11月30日：みどりの窓口の営業を終了[19]。

## 駅構造
単式・島式ホーム複合型2面3線を有する地上駅。橋上駅舎を備える（3代目駅舎）。1番線が単式、2・3番線が島式。配線としては1番線が上り本線、3番線が下り本線。2番線は上下共用待避線（中線）であり、呉方面・広島方面の両方向に出発信号機が設置されている。
業務委託駅（JR西日本中国交通サービス受託）であり、自動券売機とみどりの券売機が設置されている。ICOCA利用可能駅（相互利用可能ICカードはICOCAの項を参照）。

### のりば
| のりば | 路線 | 方向 | 行先             | 備考                              |
| ------ | ---- | ---- | ---------------- | --------------------------------- |
| 1      | 呉線 | 上り | 呉・竹原方面     |                                   |
| 2・3   | 呉線 | 下り | 海田市・広島方面 | 2番のりばは主に当駅始発列車が使用 |

付記事項
- 1番のりばは上り本線、2番のりばは上下副本線、3番のりばは下り本線である。朝には下りで当駅を通過する列車があり、3番のりばを通過する。呉方面は、全列車が当駅に停車する。
- 2番のりばは主に当駅折り返し列車が使用するが、線路保守観点から、1日2本のみ呉方面からの列車発着がある[注釈 5]。
- 3番のりば外側に保線車両留置用行止まり側線が1線あり、矢野方で3番のりばと合流している。
- 当駅列車接近メロディーは、1番のりばが広島駅4・9番のりば、2・3番のりばが同駅2・7番のりばのものと同じである。かるが浜駅とは異なり、2番のりばは上り列車[注釈 6]・下り列車[注釈 5]を問わず広島駅2・7番のりばと同じメロディが流れる。

| のりば | 路線  | 方向 | 行先                       |
| ------ | ----- | ---- | -------------------------- |
| 1      | □呉線 | 上り | （通過列車のみのため閉鎖） |
| 2      | ■呉線 | 上り | 呉・竹原方面               |
| 3      | ■呉線 | 下り | 海田市・広島方面           |

付記事項
- 上り（呉方面）列車は、昼間時間帯（9 - 14時台）に広島駅を発車する定期列車[注釈 8]に限り2番のりばを使用していた。
- 当駅から徒歩圏内に高校・大学があるため、多くの生徒が電車通学となっている。その為、登下校時間帯に広島 - 坂間の短距離普通運用がある。2009年3月までは下校時間帯に休校日運休列車もあった。

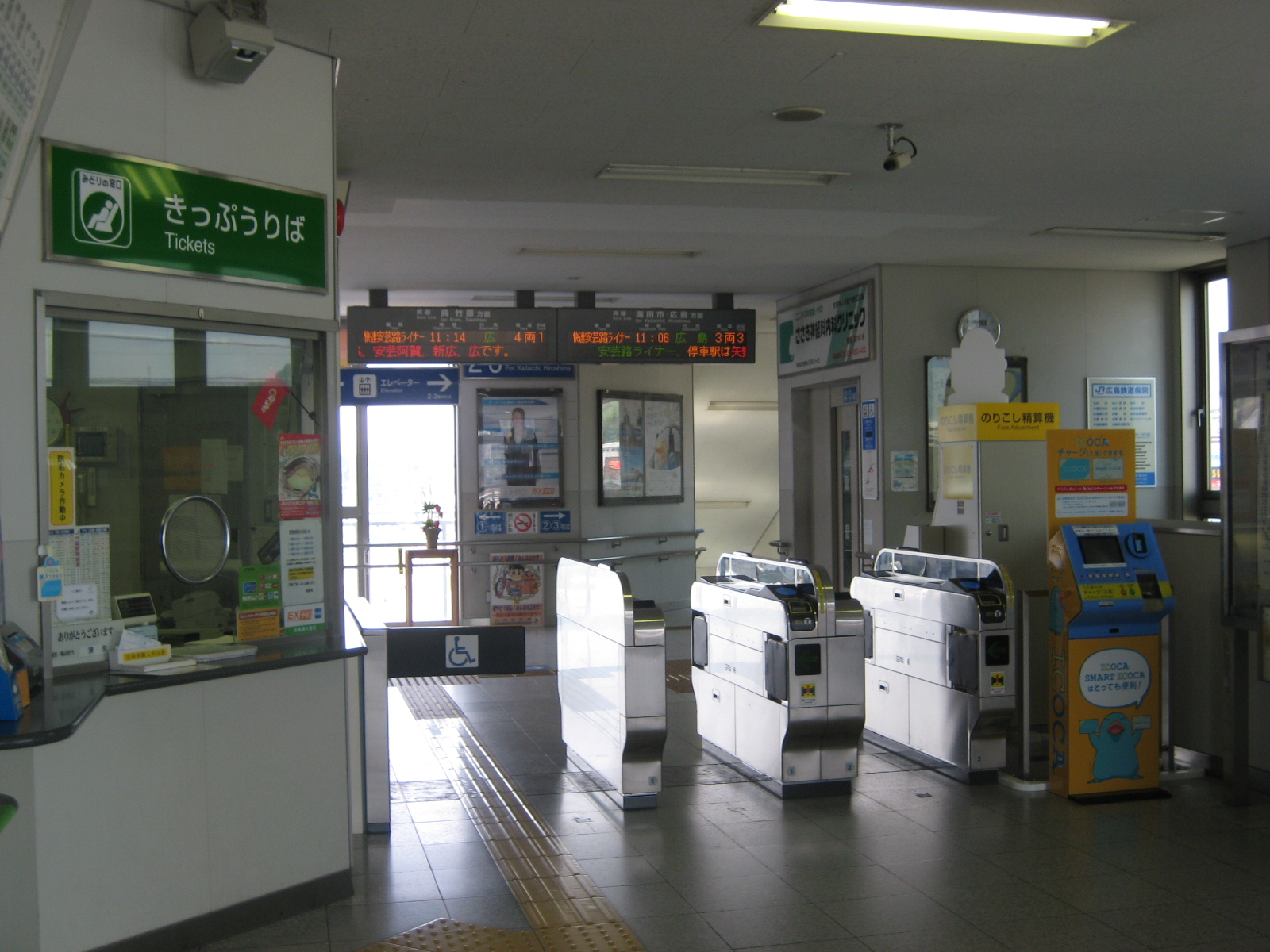
改札口（2009年8月）
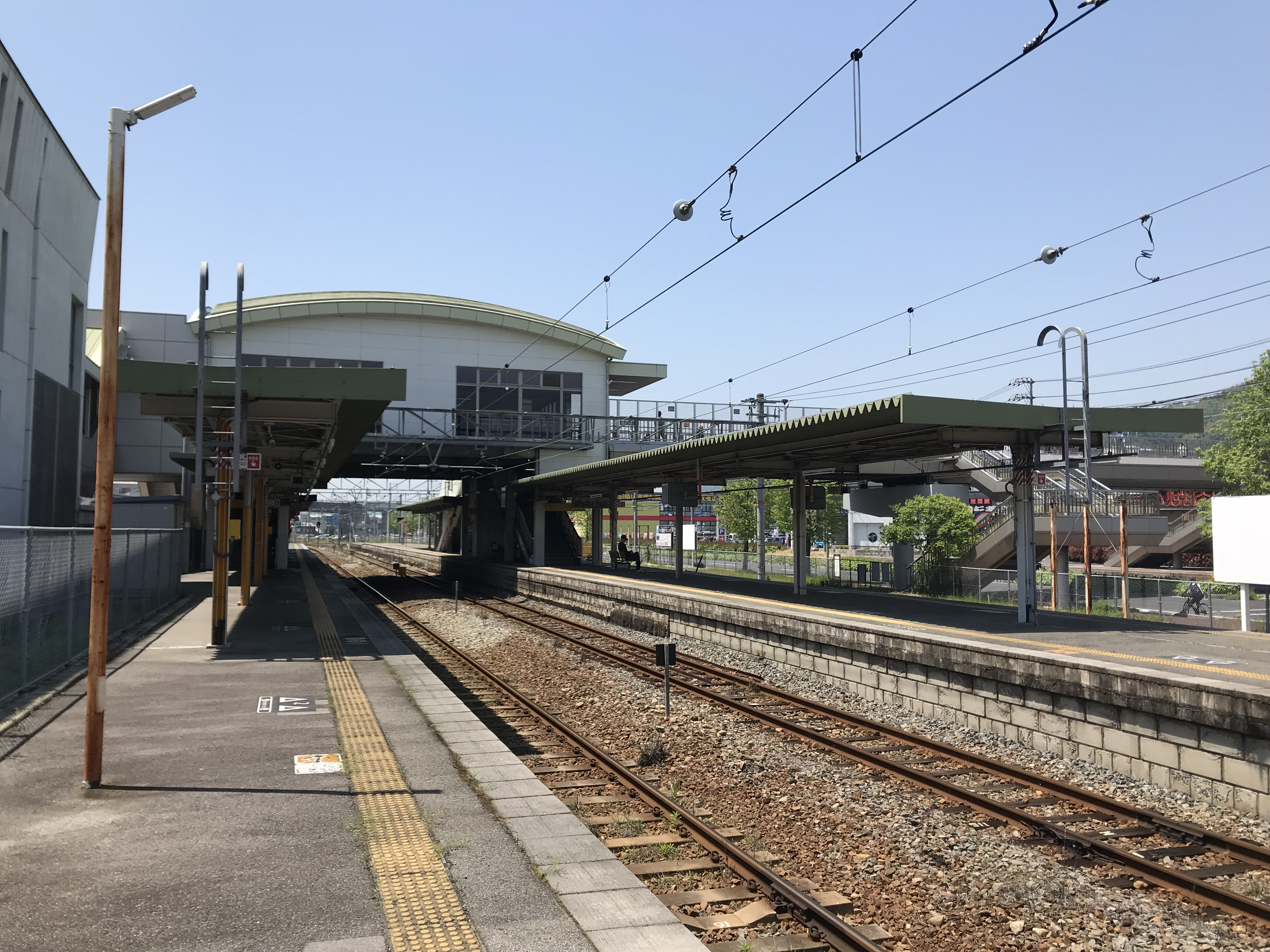
1番のりば（2018年4月）
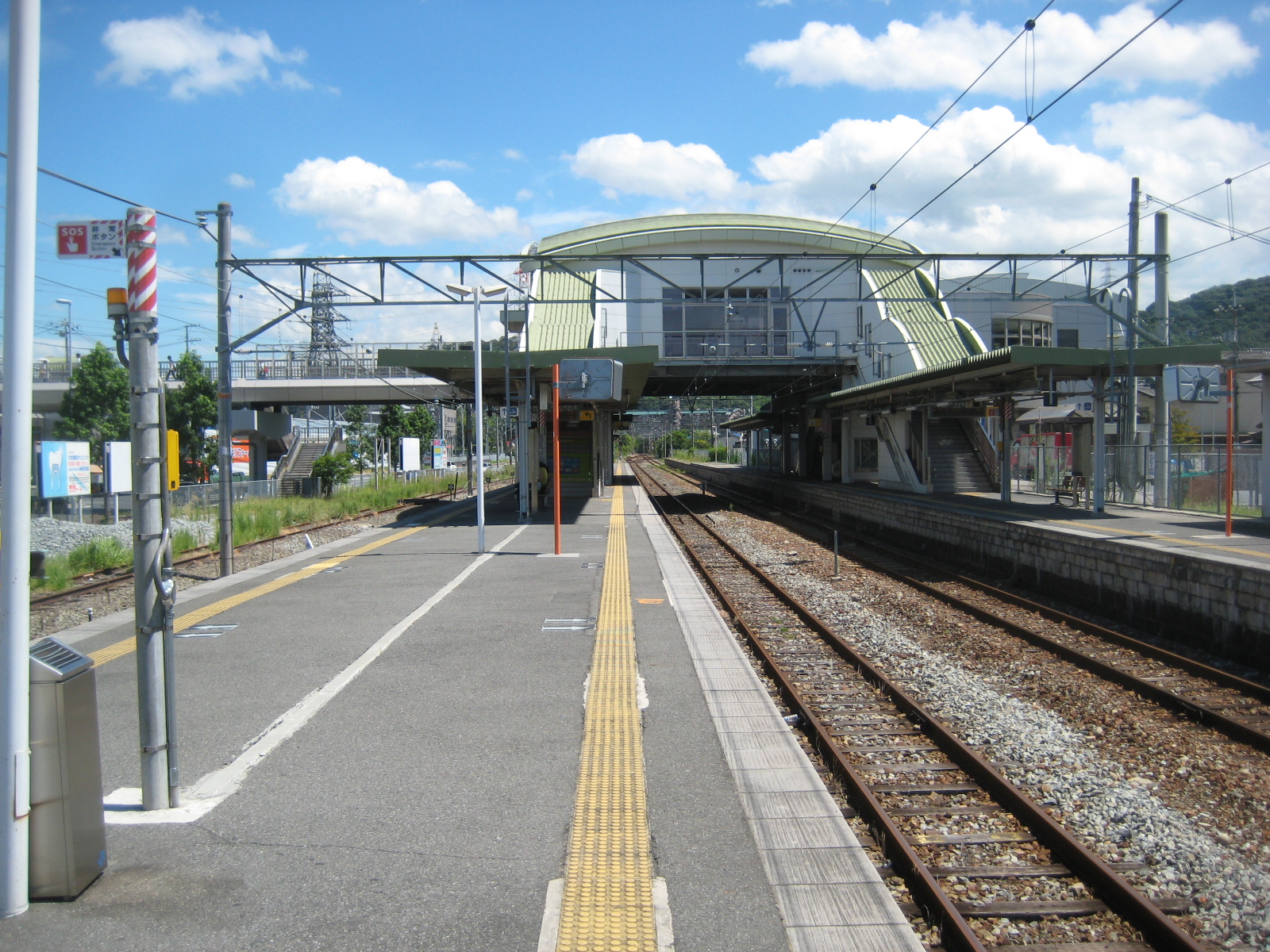
2・3番のりば（2012年8月）
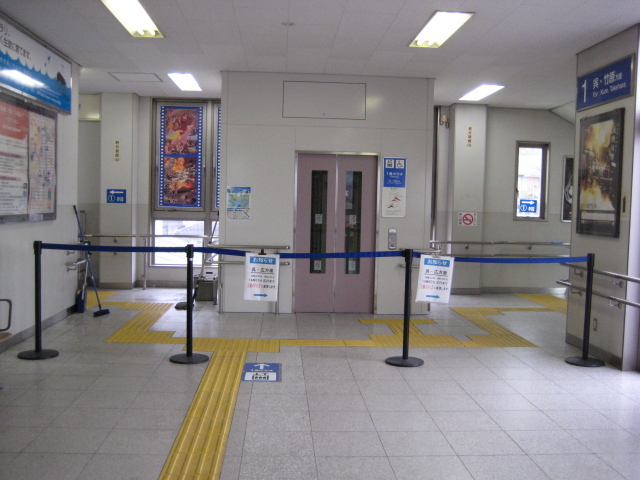
2002年10月5日から2009年3月13日までの昼間時間帯は、1番のりばに入れないようになっていた。（2009年3月）
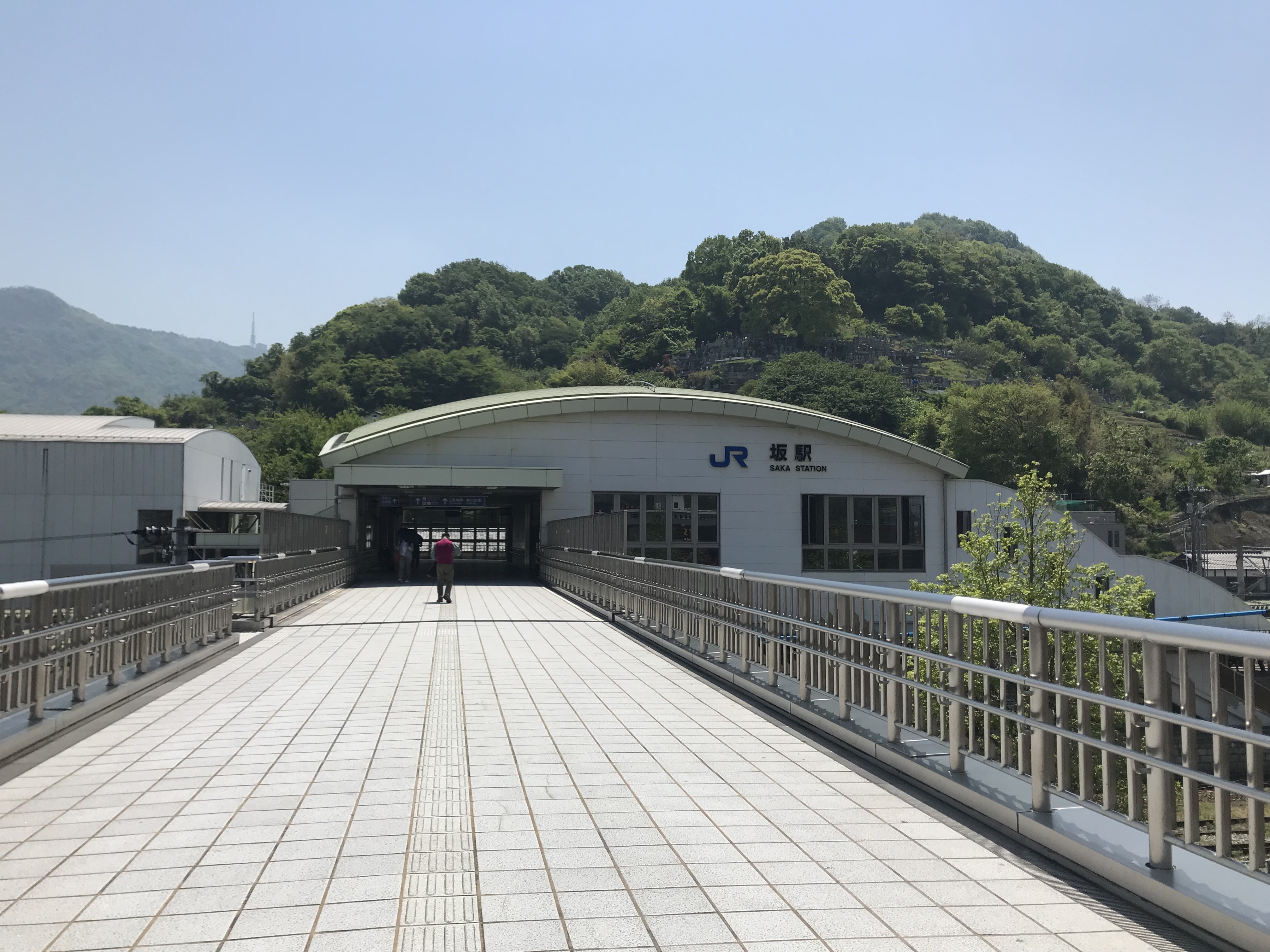
国道31号線を跨ぐ歩道と北口（2018年4月）

## 利用状況
近年の1日平均乗車人員の推移は以下の通り。
| 年度                | 1日平均 乗車人員 | 出典   |
| ------------------- | ---------------- | ------ |
| 1987年（昭和62年）  | 約2,300          | [ 5 ]  |
| 1988年（昭和63年）  | 約2,300          | [ 5 ]  |
| 1989年（平成 元年） | 3,719            | [ 5 ]  |
| 1990年（平成02年）  |                  |        |
| 1991年（平成03年）  |                  |        |
| 1992年（平成04年）  | 4,219            | [ 20 ] |
| 1993年（平成05年）  |                  |        |
| 1994年（平成06年）  | 4,284            | [ 5 ]  |
| 1995年（平成07年）  |                  |        |
| 1996年（平成08年）  |                  |        |
| 1997年（平成09年）  |                  |        |
| 1998年（平成10年）  | 3,176            | [ 21 ] |
| 1999年（平成11年）  |                  |        |
| 2000年（平成12年）  |                  |        |
| 2001年（平成13年）  |                  |        |
| 2002年（平成14年）  | 2,521            | [ 22 ] |
| 2003年（平成15年）  | 2,492            | [ 5 ]  |
| 2004年（平成16年）  |                  |        |
| 2005年（平成17年）  |                  |        |
| 2006年（平成18年）  | 2,971            | [ 10 ] |
| 2007年（平成19年）  |                  |        |
| 2008年（平成20年）  |                  |        |
| 2009年（平成21年）  | 3,184            | [ 5 ]  |
| 2010年（平成22年）  |                  |        |
| 2011年（平成23年）  | 3,236            | [ 23 ] |
| 2012年（平成24年）  | 3,286            | [ 23 ] |
| 2013年（平成25年）  | 3,290            | [ 24 ] |
| 2014年（平成26年）  | 3,189            | [ 23 ] |
| 2015年（平成27年）  | 3,199            | [ 25 ] |
| 2016年（平成28年）  | 3,257            | [ 23 ] |
| 2017年（平成29年）  | 3,373            | [ 23 ] |
| 2018年（平成30年）  | 3,317            | [ 23 ] |
| 2019年（令和 元年） | 3,349            | [ 23 ] |
| 2020年（令和02年）  | 2,866            | [ 26 ] |
| 2021年（令和03年）  | 2,792            | [ 27 ] |
| 2022年（令和04年）  | 2,872            | [ 28 ] |
| 2023年（令和05年）  | 3,057            | [ 29 ] |

## 駅周辺
駅付近は国道31号との並走区間となっている。商業施設や企業の事業所は駅北側に集中する。駅から北へ進むとさか・なぎさ公園に至る。駅南側は山間の住宅地となっているが、町民交流ホールや商店もある。駅南側には山があるが、その山頂には頭部（）みはらし公園という展望施設があり、駅前や瀬戸内海を眺めることが可能。
北口
- 坂町役場
- 坂町町民センター
- 広島県警察学校
- 海田警察署坂交番
- 広島市消防局安芸消防署坂出張所
- 坂郵便局
- 広島文化学園大学坂キャンパス
- 広島翔洋高等学校
- 坂町立坂中学校
- 坂町立横浜小学校
- 中国電力坂グラウンド
- パルティ・フジ坂
- ラ・ムー坂店
- きらり・さかなぎさ公園
- 広島呉道路坂北IC
- 国道31号
- 広島県道275号坂小屋浦線

南口
- 坂町立図書館：坂駅自転車等駐車場（1・2階）との複合施設
- Sunstar Hall（）（坂町立町民交流センター）
- 坂町立坂公民館
- 坂町立保健センター
- 坂町立坂小学校
- 坂みみょう保育園
- コミュニティーホールさか
- ひろしま農業協同組合（JAひろしま）坂支店

### バス路線
広島県道275号線沿いに坂町循環バス「坂駅前」停留所があり、鯛尾・天地川公園前・上条グラウンド前へ向かう循環バスが発着する。

## 隣の駅
西日本旅客鉄道（JR西日本）
 呉線
■快速「通勤ライナー」
通過
■快速「安芸路ライナー」
吉浦駅 (JR-Y12) - 坂駅 (JR-Y06) - 矢野駅 (JR-Y05)
■普通
水尻駅 (JR-Y07) - 坂駅 (JR-Y06) - 矢野駅 (JR-Y05)